# Tania Weber
Pour les articles homonymes, voir Weber.
Tania Weber, née Tanja Sarsgardeer le 18 août 1926 à Helsinki en Finlande et morte le 20 novembre 2009 à Rome en Italie, est une actrice finlandaise ayant joué dans huit films italiens pendant trois ans, avant de se reconvertir comme styliste.

## Biographie
Tanja Sarsgardeer est née à Helsinki en 1926. Au début des années 1950, elle participe à plusieurs concours de beauté organisés en Finlande. Elle est remarquée par le célèbre producteur de cinéma italien Carlo Ponti, qui découvre plusieurs actrices des pays scandinaves. C'est également le cas de l'actrice suédoise May Britt, qui connaîtra par la suite une belle carrière cinématographique.
Tania Weber joue son premier rôle dans le film d'aventure Carica eroica (1952) réalisé par Francesco De Robertis. Dans ce film, elle interprète le personnage principal, une femme russe nommée Kalina. L'un des rôles les plus intéressants de la carrière de l'actrice est celui d'Elena Baronti dans la comédie Les Gaîtés de la correctionnelle (1954) réalisée par Stefano Vanzina. Le film raconte une journée dans un tribunal de district en Italie et se compose de plusieurs épisodes, dont chacun est consacré à une affaire examinée par le juge. Le personnage de Tania Weber apparaît dans le troisième épisode du film. Dans la carrière de Tania Weber, on trouve également des rôles dramatiques, comme celui d'Isabella, l'un des personnages principaux du film d'aventure Le Navire des filles perdues (1953) réalisé par Raffaello Matarazzo.
L'actrice apparaît dans des rôles secondaires dans les films Vacances romaines (1953) de William Wyler, Il più comico spettacolo del mondo (1953) de Mario Mattoli aux côtés du célèbre comédien italien Totò, et dans la comédie Les Infidèles (1953) de Steno et Mario Monicelli. L'actrice joue son dernier rôle au cinéma dans le film Ulysse (1954) réalisé par Mario Camerini. Bien que douée d'un bon jeu d'acteur, Weber a toujours été doublée alternativement par Rosetta Calavetta ou Lydia Simoneschi. Cela est dû à l'accent étranger prononcé de sa voix.Après avoir terminé sa carrière d'actrice de cinéma, Tania Weber a travaillé comme styliste.
Tania Weber jouit d'une grande popularité en Italie dans les années 1950 et 1960. L'actrice est souvent citée dans les magazines Tempo, Le vostre novelle, Film d'oggi, Settimo Giorno. Soixante ans après la fin de sa carrière cinématographique, Tania Weber reste une icône de style pour les actrices italiennes contemporaines,.

## Filmographie
- 1952 : Carica eroica de Francesco De Robertis
- 1953 : Vacances romaines (Roman Holiday) de William Wyler[10]
- 1953 : Les Infidèles (Le infedeli) de Steno
- 1953 : Les Gaîtés de la correctionnelle (Un giorno in pretura) de Steno
- 1953 : Siamo tutti inquilini de Mario Mattoli
- 1953 : Il più comico spettacolo del mondo de Mario Mattoli
- 1954 : Le Navire des filles perdues (La nave delle donne maledette) de Raffaello Matarazzo
- 1954 : Ulysse (Ulisse)  de Mario Camerini